# Ninomiya
Ninomiya (japanska: 二宮町?, Ninomiya-machi) är en landskommun (köping) i Kanagawa prefektur i Japan.  